# 27 avril 1984
Le vendredi 27 avril 1984 est le 118e jour de l'année 1984.

## Naissances
- Anouar Abdelmalki, footballeur marocain
- Daniel Holdsworth, joueur de rugby
- David Bardens, médecin allemand
- Doris Trachsel, fondeuse suisse
- Félix Rodríguez, joueur de football international nicaraguayen
- Fabien Gilot, nageur français
- Hannes Þór Halldórsson, joueur de football islandais
- Ion Insausti Jiménez, joueur de rugby espagnol
- Jeremy Kench, joueur de basket-ball néo-zélandais
- Kim Hyung-il, joueur de football sud-coréen
- Luis Perdomo, joueur de baseball dominicain
- Mark Stuart, joueur de hockey sur glace américain
- Nadine Schmutzler, rameuse d'aviron allemande
- Patrick Stump, musicien américain
- Pierre-Marc Bouchard, joueur de hockey sur glace canadien
- Takuya Tsuda, pilote moto japonais
- Trevor White, skieur canadien
- Valentina Lizcano, actrice et présentatrice colombienne
- Veronica Kedar, actrice, réalisatrice, scénariste, productrice et monteuse israélienne
- Virginia Kravarioti, skipper grecque
- Yusuke Murakami, joueur de football japonais

## Décès
- John Entenza (né le 1er janvier 1905), architecte américain
- Keijo Kuusela (né le 6 janvier 1921), joueur de hockey sur glace finlandais
- Piet Kraak (né le 14 février 1921), footballeur et entraîneur néerlandais

## Événements
- Découverte des astéroïdes : 3625 Fracastoro, (5802) Casteldelpiano et 9010 Candelo
- Sortie du film américain Les Copains d'abord